# Jeroným z Clary-Aldringenu
Jeroným (Hieronymus) Clary de Riva, od 23. ledna 1666 hrabě Jeroným z Clary-Aldringenu (německy Hieronymus von Clary a Aldringen, 10. dubna 1610, Riva del Garda - 19. listopadu 1671) byl italsko-rakouský šlechtic z rodu Claryů, předek rodu Clary-Aldringenů. V rakouské císařské armádě dosáhl hodnosti polního vachmistra.

## Život

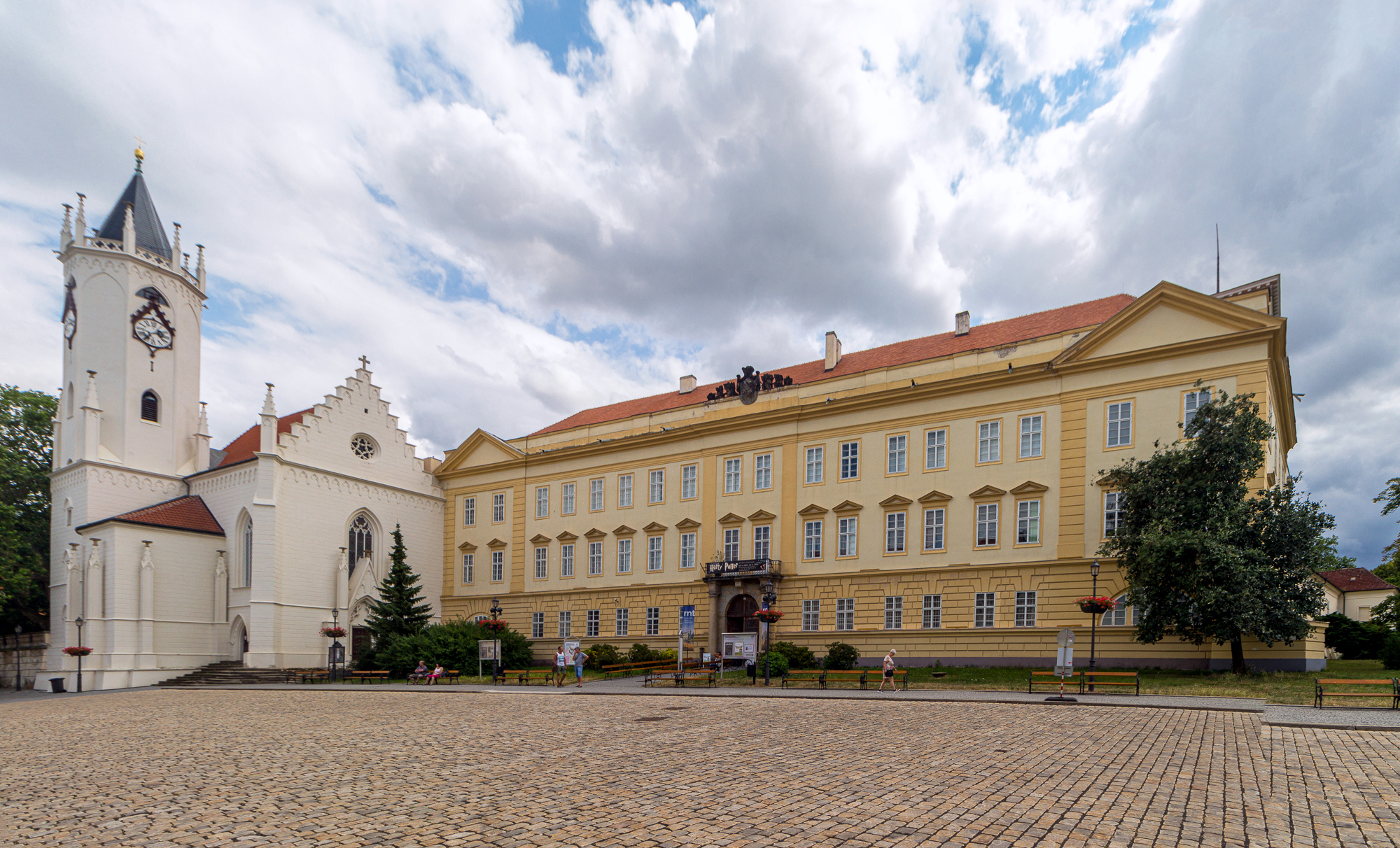
Teplický zámek

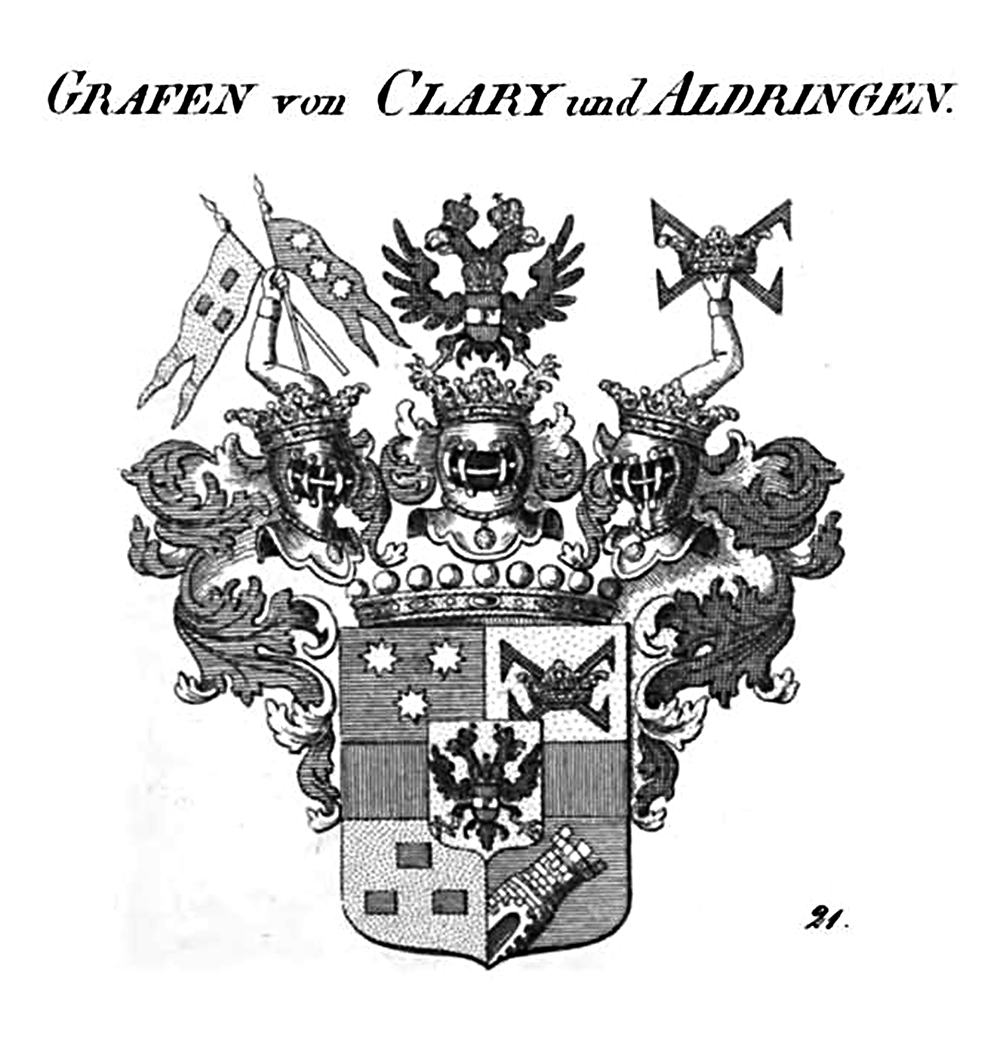
Erb hrabat z Clary-Aldringenu

Jeroným z Clary-Aldringenu se narodil jako syn Františka Claryho de Riva, který byl pravnukem Bernarda de Claris, a jeho manželky Margarety, dcery Jana Bernarda Claryho. Měl dalšího bratra. 
Jeho otec koupil v roce 1623 při vyvlastňování velkostatků odbojných českých protestantů panství Dobříčany v Čechách. 16. února 1625 byl spolu se svými syny Františkem, Dominikem, Jeronýmem a Pavlem pasován císařem Ferdinandem II. na říšské a české na rytíře s přídomkem „z Dobříčan / von Dobritschan“, výslovně jako uznání za velký přínos Františka z Claris pro říšské dědičné země.
Podle císařského diplomu z 22. května 1635 byl příbuzným hraběte Jana z Aldringenu udělen nejen baronský titul, ale nejstaršímu z tohoto příbuzného i hraběcí titul. Poté, co poslední syn z Annina prvního manželství zemřel 1. ledna 1666 bezdětný, jmenoval císař Leopold I. diplomem ze dne 23. ledna 1666 Hieronyma z Clary, který byl již v roce 1641 povýšen do českého baronského stavu a do císařského baronský status v roce 1664 byl udělen , stejně jako jeho potomkům, hrabatům „Clary a Aldringen“ s povinností sjednotit jejich rodový erb s erbem Aldringenů.

### Kariéra
Jeroným z Clary-Aldringenu přišel do Německa se svým otcem v roce 1626 a v témže roce byl přijat do císařské armády ve službách polního maršála Baltazara von Marradase.
V roce 1629 byl ještě jako praporčík přeložen k Valdštejnskému pluku a krátce nato povýšen na kapitána a 28. ledna 1637 na plukovníka.
Jedním z jeho úkolů bylo starat se o vážené hosty rozvíjejících se lázní v Teplicích jako císařův „vítací a servisní komisař“. 
23. srpna 1668 byl jmenován polním seržantem generálem a dvorním válečným radou za své válečné zkušenosti a statečnost a dlouholetou, loajální vojenskou službu, zvláště španělské koruně.

### Manželství a rodina
3. května 1637 se v Teplicích oženil s Annou Marií, rozenou z Aldringenu († 15. února 1665), vdovou po plukovníku Johannu Nicolausi Müllerovi z Ruffachu a sestrou a dědičkou císařského polního maršála hraběte Jana z Aldringenu. Jejich jediný syn a dědic byl:
- Jan Marek Jiří z Clary-Aldringenu (4. března 1638 - 4. dubna 1699), přísedící komorního a lenního soudu v Čechách. V prvním manželství byl ženatý s Ludmilou Terezií († 25. března 1676), dcera Mikuláše ze Schönfeldu/Serainchamps (1588–1663) a ve druhém manželství s Annou Eleonorou Marií (1662 - 24. srpna 1692), dcerou Jana Ludvíka z Lambergu (1627–1703). V roce 1679 získal od císaře rozsáhlé panství.

Po smrti Jeronýma zdědil jeho syn Jan Jiří Marek z Clary a Aldringen všechny bývalé majetky zesnulého Jana z Aldringenu, včetně 800 000 korun  a  v Čechách panství Teplice s teplickým zámkem. Jeho otec již dříve různými opatřeními zajistil properitu regionu, mimo jiné nechal obnovit zničený pivovar v Trnovanech u Teplic. 
Mezi jeho potomky patřili mimo jiné pozdější rakouský ministr spravedlnosti Leopold z Clary-Aldringenu a pozdější ministerský předseda Předlitavska Manfred z Clary-Aldringenu.